# Centre collégial de développement de matériel didactique
Vous pouvez aider à l'améliorer ou bien discuter des problèmes sur sa page de discussion.
- Son admissibilité est à vérifier. Vous êtes invité à le compléter pour expliciter son admissibilité, en y apportant des sources secondaires de qualité. (Marqué depuis juin 2025)
- Certaines informations devraient être mieux reliées aux sources mentionnées dans la bibliographie ou les liens externes. Améliorez sa vérifiabilité en les associant par des références. (Marqué depuis août 2024)
- Il ne s’appuie pas, ou pas assez, sur des sources secondaires ou tertiaires. (Marqué depuis juin 2025)
- Son texte doit être wikifié : il ne correspond pas à la mise en forme Wikipédia (style, typographie, liens internes, liens entre les wikis, etc.). (Marqué depuis août 2024)

- Archive Wikiwix
- Bing
- Cairn
- DuckDuckGo
- E. Universalis
- Gallica
- Google
- G. Books
- G. News
- G. Scholar
- Persée
- Qwant
- (zh) Baidu
- (ru) Yandex
- (wd) trouver des œuvres sur Wikidata

Le Centre collégial de développement de matériel didactique (CCDMD) est un centre de production de ressources informatisées et de documents imprimés conçus à l'intention du personnel enseignant et des élèves de l'ensemble du réseau collégial du Québec, administré par le Collège de Maisonneuve.

## Historique
Le CCDMD a été fondé en 1993, à la suite d’une importante restructuration à la Direction générale de l’enseignement collégial du Québec. Il s’agissait antérieurement d’une division du ministère de l’Éducation, appelée Service de développement de matériel didactique, dont le rôle était d’apporter un soutien pédagogique, technique et financier aux enseignants du réseau collégial souhaitant produire du matériel didactique de qualité, imprimé ou informatisé. Lorsque son administration se voit confiée au Collège de Maisonneuve, en 1993, il devient le CCDMD.
Le centre est principalement financé par le ministère de l'Éducation, du Loisir et du Sport du Québec, et certains de ses services bénéficient également de l'Entente Canada-Québec relative à l'enseignement dans la langue de la minorité et à l'enseignement des langues secondes.

## Mandat
Le mandat du CCDMD est de s'assurer que les élèves et les enseignants du réseau collégial du Québec ont à leur disposition du matériel pédagogique de qualité, en français et en anglais, et de contribuer à l'élaboration de ce matériel en intervenant aux différentes étapes de sa production. La plupart des documents produits par le CCDMD sont réalisés soit par des enseignants du réseau collégial, soit par des spécialistes de l'extérieur du réseau appuyés par un membre du corps professoral et la direction des études d'un collège. Un appel de projets a lieu chaque année de novembre à mars, où tout personnel enseignant ou professionnel d'un des 48 collèges publics ou des 22 collèges privés du Québec souhaitant présenter un projet de développement de matériel didactique a la possibilité de la faire, en remplissant le formulaire de présentation.

## Ressources disciplinaires
Le CCDMD produit du matériel destiné aux élèves d'une grande variété de cours et de programmes ainsi que des documents visant particulièrement l'amélioration du français ou de l’anglais. Son catalogue compte plus de 200 ressources éducatives, un important fonds de livres et patrimoine éducatif.

### Le site d’amélioration du français
À la suite de l’établissement du plan d’action pour l’amélioration et la promotion du français dans les établissements d’enseignement collégial, en 1989, le Service de développement de matériel didactique d’alors crée le « programme de français ». Aujourd’hui, une part importante des documents produits par le CCDMD a pour objet l’amélioration du français. Son site met des centaines de ressources à la disposition des centres d’aide en français du réseau collégial, des enseignants, des tuteurs et des étudiants.
Le matériel interactif est très développé : des jeux pédagogiques, des capsules linguistiques, des diagnostics, des parcours guidés, des stratégies de révision ainsi que des exercices interactifs sont proposés.
Le matériel à imprimer comporte aussi un ensemble de documents, fournissant tant des outils pédagogiques que des exercices de grammaire et de l’information sur l’épreuve de français.
Depuis 1995, le CCDMD publie également le bulletin Correspondance, à raison de trois numéros par année. C'est un lieu d’échange pour tous ceux qui se préoccupent de l’amélioration du français dans le réseau collégial.

### LeLearning Centre
Le volet anglophone du CCDMD a vu le jour en 2005 et a lui-même donné naissance, en 2006, à une section du site Internet dédiée spécifiquement à l’amélioration de l’anglais, le Learning Centre. Cette section propose, entre autres, sous forme d’exercices, de lectures, de tutoriels, d’activités interactives, de matériel audio et vidéo :
- des stratégies de révision et de correction des textes anglophones;
- des exercices et des conseils pour réussir l’English Exit Exam (ou Ministerial Examination of College English), l’équivalent de l’épreuve uniforme de français, que tout étudiant inscrit dans un collège anglophone doit passer et réussir afin d’obtenir son diplôme d’études collégiales;
- une version Web du répertoire des meilleurs sites pour l'amélioration de l'anglais dotée d'un moteur de recherche;
- un grand nombre de ressources utiles pour les élèves tant des collèges anglophones que des collèges francophones.

Le mandat du Learning Centre est de permettre aux étudiants de développer leur capacité à s’exprimer en anglais, leur habileté à la lecture, à l’écriture et à la compréhension de langue anglaise, ainsi que de fournir aux enseignants du matériel pédagogique de qualité.

### Le monde en images
Le monde en images est un répertoire conçu pour répondre au besoin d'utiliser des photographies, des illustrations et des vidéos libres de droits pour la fabrication de matériel didactique de qualité. Le site est d’abord Le Québec en images, mais le projet prend vite de l’ampleur avec la proximité virtuelle qu’offre Internet et le nombre d’échanges interculturels croissant, et donne naissance au fonds documentaire Le monde en images, une ressource constamment enrichie par les nombreux utilisateurs et partenaires qui consentent à partager leurs médias. Ses principaux objectifs visent à :
- offrir gratuitement un espace de gestion et de conservation pour des photographies, des illustrations et des vidéos en tout genre (artistique, documentaire, pédagogique, scientifique, etc.);
- récolter une part significative des médias réalisés dans le cadre de toutes les activités des collèges : démonstrations, conférences, recherches, travaux, productions artistiques, stages à l'étranger, pratiques exemplaires, etc.;
- élaborer des albums thématiques afin de mieux cerner les dimensions abordées dans les œuvres;
- favoriser les échanges entre les utilisateurs en leur permettant de voter pour un média, de le partager vers les sites sociaux et de le commenter.

### Netquiz Pro
Netquiz Pro est un logiciel permettant de construire des exercices ou des tests dans Internet, sans programmation ni connaissance du langage HTML. Il s’agit en fait d’un créateur de logiciel pour Internet/Intranet qui génère toutes les composantes du jeu-questionnaire dans un dossier qu'il suffit d'installer sur un serveur.

### NetSondage
Le logiciel NetSondage est un éditeur de questionnaires qui peuvent être déposés dans Internet. Il permet la création de neuf types de questions (associations, choix multiples, échelles de type Likert, etc.). Ces questions peuvent comporter du texte, des images, du son, de la vidéo et des hyperliens Web et peuvent être configurées de différentes façons. Les questionnaires produits par NetSondage peuvent aussi être personnalisés selon les besoins de l’utilisateur.